# Национална демократска конвенција
Национална демократска конвенција (енгл. Democratic National Convention) је конвенција који се одржава сваке четири године још од 1832. у организацији Демократске странке а како би се именовао кандидат странке за председника Сједињених Америчких Држава. Организује је Национални демократски комитет од 1852. године. Основни циљ Националне демократске конвенције је да се именују и потврде кандидати за председника и потпредседника, усвоји свеобухватна платформа странке и да се уједини странка.
Делегати из свих педесет америчких држава и из америчке зависних територија као што је Порторико присуствују конвенцији и бирају председничког кандидата странке.
У последње време, с обзиром да се кандидати странке изаберу много раније, конвенција служи само да формално потврди избор кандидата, тако да је много мање интересантна за гледаоце за разлику од конвенција које су одржаване седамдесетих.